# British Home Championship 1907
De British Home Championship van 1907 was de 24e editie van de British Home Championship. Het toernooi werd gehouden van 16 februari tot en met 6 april 1907. Wales werd kampioen.

## Eindstand
| Team      | Gsp | W | G | V | DV | DT | DS | Ptn |
| --------- | --- | - | - | - | -- | -- | -- | --- |
| Wales     | 3   | 2 | 1 | 0 | 5  | 3  | +2 | 5   |
| Engeland  | 3   | 1 | 2 | 0 | 3  | 2  | +1 | 4   |
| Schotland | 3   | 1 | 1 | 1 | 4  | 2  | +2 | 3   |
| Ierland   | 3   | 0 | 0 | 3 | 2  | 7  | –5 | 0   |

## Wedstrijden
|                                                     |                    |       |         |                                                                                   |
| 16 februari 1907 «onderlinge duels» 15:30 uur (UTC) | Engeland           | 1 – 0 | Ierland | Goodison Park, Liverpool Toeschouwers: 22.235 Scheidsrechter: Tom Robertson (SCO) |
| 16 februari 1907 «onderlinge duels» 15:30 uur (UTC) | Harold Hardman 53' |       |         | Goodison Park, Liverpool Toeschouwers: 22.235 Scheidsrechter: Tom Robertson (SCO) |

|                                                          |                                      |       |                                                   |                                                                          |
| 23 februari 1907 «onderlinge duels» 15:30 uur (UTC–0:25) | Ierland                              | 2 – 3 | Wales                                             | Solitude, Belfast Toeschouwers: 12.000 Scheidsrechter: Tom Kirkham (ENG) |
| 23 februari 1907 «onderlinge duels» 15:30 uur (UTC–0:25) | Charlie O'Hagan 10' Harold Sloan 80' |       | 12' Dicky Morris 78' Billy Meredith 83' Lot Jones | Solitude, Belfast Toeschouwers: 12.000 Scheidsrechter: Tom Kirkham (ENG) |

|                                                 |                      |       |           |                                                                                |
| 4 maart 1907 «onderlinge duels» 15:30 uur (UTC) | Wales                | 1 – 0 | Schotland | Racecourse Ground, Wrexham Toeschouwers: 7.715 Scheidsrechter: Jim Mason (ENG) |
| 4 maart 1907 «onderlinge duels» 15:30 uur (UTC) | Grenville Morris 50' |       |           | Racecourse Ground, Wrexham Toeschouwers: 7.715 Scheidsrechter: Jim Mason (ENG) |

|                                                  |                                                                |       |         |                                                                            |
| 16 maart 1907 «onderlinge duels» 16:00 uur (UTC) | Schotland                                                      | 3 – 0 | Ierland | Celtic Park, Glasgow Toeschouwers: 26.000 Scheidsrechter: John Lewis (ENG) |
| 16 maart 1907 «onderlinge duels» 16:00 uur (UTC) | Frank O'Rourke 40' Bobby Walker 48' Charles Thomson 82' (pen.) |       |         | Celtic Park, Glasgow Toeschouwers: 26.000 Scheidsrechter: John Lewis (ENG) |

|                                                  |                   |       |               |                                                                                 |
| 18 maart 1907 «onderlinge duels» 15:30 uur (UTC) | Engeland          | 1 – 1 | Wales         | Craven Cottage, Londen Toeschouwers: 22.000 Scheidsrechter: Robert Murray (SCO) |
| 18 maart 1907 «onderlinge duels» 15:30 uur (UTC) | James Stewart 62' |       | 25' Lot Jones | Craven Cottage, Londen Toeschouwers: 22.000 Scheidsrechter: Robert Murray (SCO) |

|                                                 |                   |       |                       |                                                                                               |
| 6 april 1907 «onderlinge duels» 15:00 uur (UTC) | Engeland          | 1 – 1 | Schotland             | St. James' Park, Newcastle upon Tyne Toeschouwers: 35.829 Scheidsrechter: Tom Robertson (SCO) |
| 6 april 1907 «onderlinge duels» 15:00 uur (UTC) | Steve Bloomer 42' |       | 2' (e.d) Bob Crompton | St. James' Park, Newcastle upon Tyne Toeschouwers: 35.829 Scheidsrechter: Tom Robertson (SCO) |